# Carlo Ferdinando Lodron

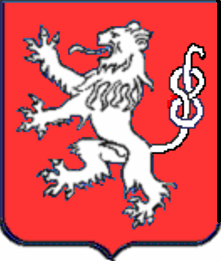
Stemma dei Lodron

Il Conte Carlo Ferdinando Lodron (Trento, 18 luglio 1663 – Trento, 8 ottobre 1730) è stato un presbitero italiano dell'arcidiocesi di Trento.

## Biografia
Nacque a Trento dal conte Nicolò Lodron e Teodora Chizzola. Si laureò in filosofia a Roma e in diritto all'università di Innsbruck. Fu canonico della cattedrale di Trento nel 1680, di Salisburgo, arciprete di Villa Lagarina, preposito capitolare di Trento nel 1709.
Nel 1688 nel corso della guerra della Grande Alleanza fu nominato governatore della città di Trento. Come esponente più anziano della nobile famiglia Lodron resse la giurisdizione della Contea di Lodrone e il 16 luglio 1693, in Villa Lagarina, riconfermava gli statuti comunali della Valvestino.
Nel 1699 ottiene dal Senato di Roma la cittadinanza romana e il 7 giugno da Leopoldo I il predicato di Laterano, “l'indigenato ungherese” e altri privilegi.
Nel 1714 regalava alla parrocchia Sant'Antonio abate di Magasa il dipinto della “Madonna delle Grazie”, mentre il 28 agosto 1729 confermava pure gli statuti comunali per l'uso della malga Casina e degli annessi pascoli. Nel 1720 ordinava e contribuiva totalmente alla ricostruzione dell'altare maggiore della chiesa pievana di san Giovanni Battista di Turano. Morì a Trento e fu sepolto in duomo.